# イエスの奇跡

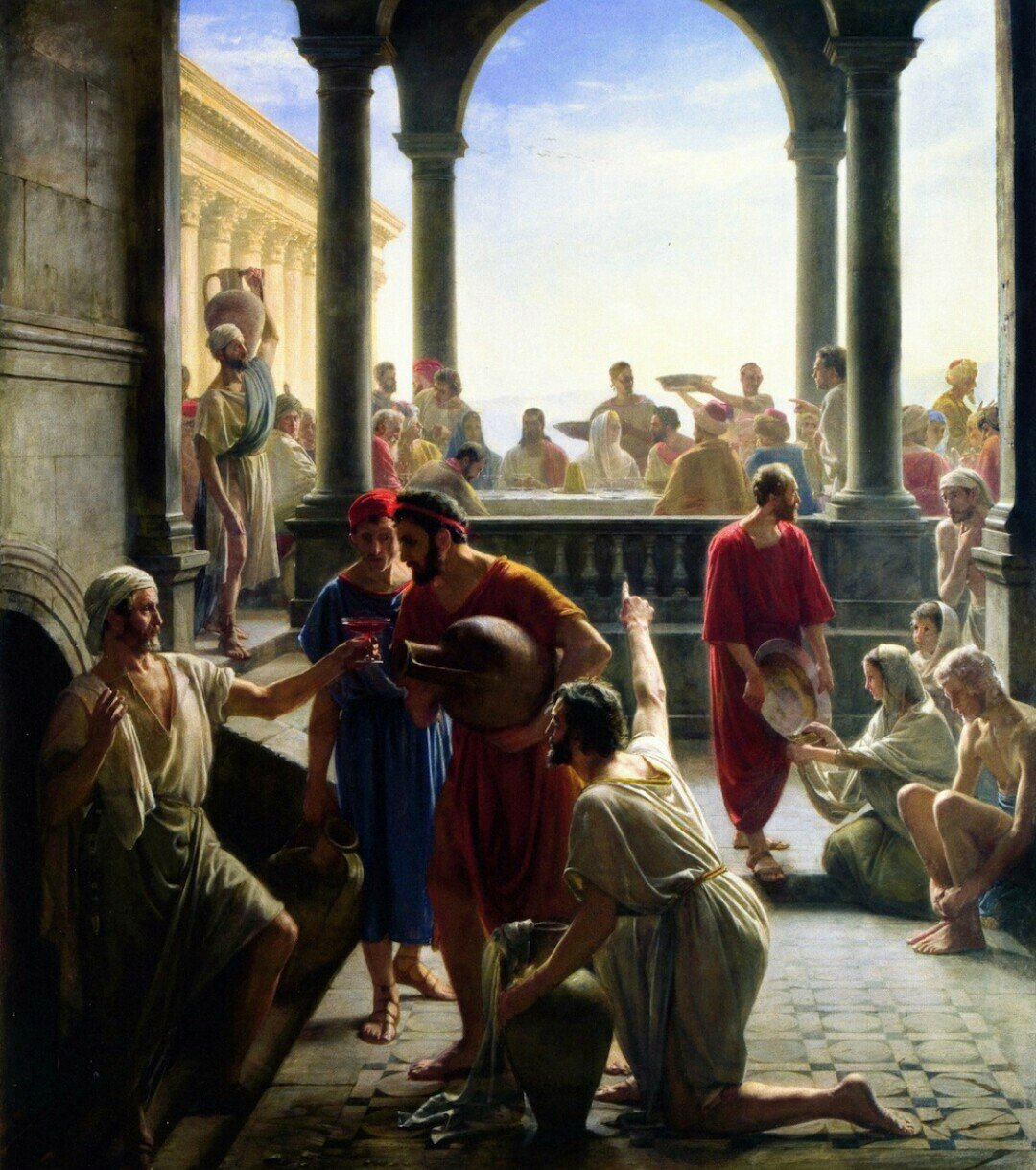
カナでの婚礼
カール・ハインリッヒ・ブロッホ（19世紀）

イエスの奇跡（イエスのきせき）は新約聖書の4福音書に記されている、イエス・キリストが行った奇跡のことである。
イエスはこれらの奇跡を行うことで、自然、病、罪、悪霊、死に対して支配する権威をもっていることを公に示し、自らがメシアであることを立証するために行った。

## 奇跡

### 最初の奇跡
- イエスと弟子たちも招かれたガリラヤのカナでの婚礼でイエスは六つの水がめに入った水をぶどう酒に変える（カナの婚礼）。 <ヨハネ 2:1>

### 自然に対する奇跡

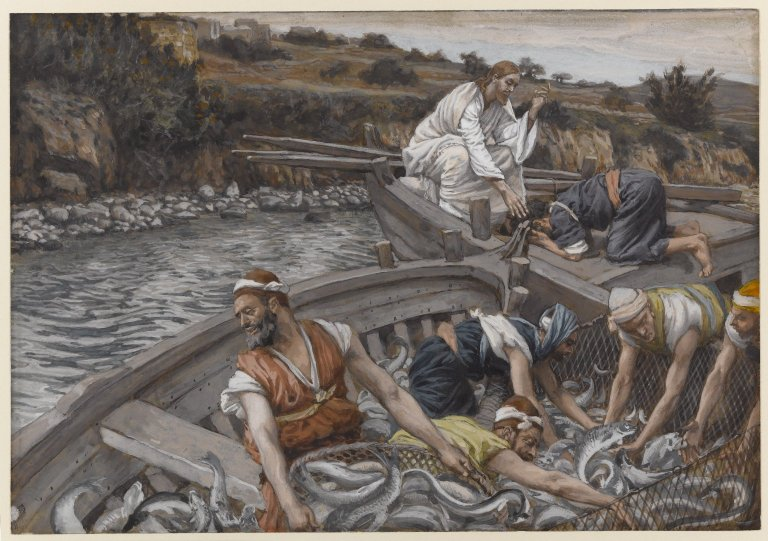
奇跡的な大漁
ジェームズ・ティソ（19世紀）、ブルックリン美術館所蔵

- イエスは夜通し働いて何も取れなかったシモンに、「沖に乗り出し網をおろしなさい」と命じる。そこでシモンが言葉どおりに従うと、おびただしい魚がかかり、二そうの舟が魚でいっぱいになる。（一回目の大漁の奇跡） <ルカ 5:4>

- 舟に乗ったイエスが「静まれ」と命じて嵐を静める。 <マタイ 8:23、マルコ 4:35、ルカ 8:22>

- 五つのパンと二匹の魚を増やし五千人の人々に食べさせる(パンと魚の奇跡の教会)。 <マタイ 14:13、マルコ 6:30、ルカ 9:10、ヨハネ 6:1>

- イエスが湖の上を歩く。 <マタイ 14:22、マルコ 6:45、ヨハネ 6:15>

- 七つのパンと少しの魚を増やし四千人の人々に食べさせる。 <マタイ 15:32、マルコ 8:1>

- イエスがペトロ、ヤコブ、ヨハネを連れて高い山に登ると、イエスの姿が変わり、顔は太陽のように輝き、その衣がまっ白に輝く。（イエスの変容） <マタイ 17:1、マルコ 9:2、ルカ 9:37>

- カファルナウムで神殿税を集める人が来たとき、ペトロを湖に釣りに行かせ、釣れた魚の口の中にある銀貨一枚でふたり分の神殿税を納めさせる。（貢の銭） <マタイ 17:24>

- いちじくの木に向かって、「今から後いつまでも、お前から実を食べる者がないように」と祈ると、翌朝、いちじくの木が枯れている。 <マタイ 21:18、マルコ 11:12>

- イエスの復活後、漁をしている七人の弟子たちのもとにイエスが現れ、舟の右側に網を打ちなさいと指示をすると153匹の大きな魚が網に入る。（二回目の大漁の奇跡） <ヨハネ 21:1>

### 病気・悪霊つきを癒やす

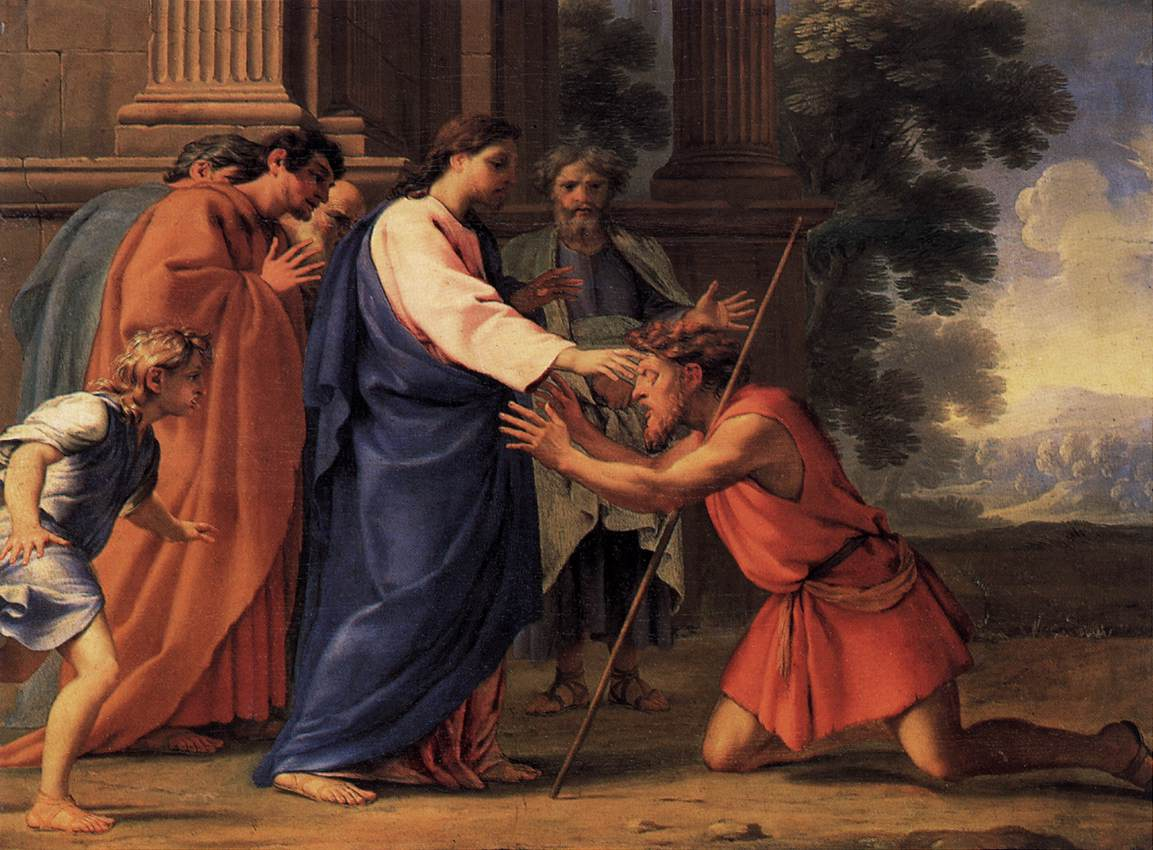
盲人を癒やすキリスト
ユスターシュ・ル・シュール（17世紀）

- 安息日の会堂で汚れた霊に取りつかれた男を癒やす。 <マルコ 1:21、ルカ 4:31>

- ペトロの家で彼の義理の母の病気と大勢の病気を癒やし、多くの悪霊を追い出す。 <マタイ 8:14、マルコ 1:29、ルカ 4:38>

- ガリラヤでおびただしい民衆の病気、苦しみ、悪霊に取りつかれた者、てんかんの者、あらゆる病人が癒やされる。 <マタイ 4:23、ルカ 6:17>

- 重い皮膚病（ハンセン病）を患っている人が近寄り、ひれ伏して癒やされることを願う。イエスは深く憐れんで彼に触れ、病気をいやし清くする。 <マルコ 1:40>

- 百人隊長の信仰を誉め、彼のしもべの病気を癒やす。 <マタイ 8:5、ルカ 7:1>

- ガリラヤのカナで王の役人の息子を癒やす。 <ヨハネ 4:43>

- エルサレムのベトザタの池（ベテスダの池）で38年間病気で苦しんでいる人を癒やす。 <ヨハネ 5:1>

- カファルナウムで屋根をはがして吊り降ろされた中風（ちゅうぶ）の人に向かって、イエスが「わたしはあなたに言う。起き上がり、床を担いで家に帰りなさい。」と言うと、その人はすぐに床を担いで、皆の見ている前を出ていく。人々は驚く。 <マタイ 9:1、マルコ 2:3、ルカ 5:17>

- 安息日に会堂で手の萎えた人を癒やす。 <マタイ 12:9、マルコ 3:1、ルカ 6:6>

- おびただしい民衆がユダヤ全土から集まり、イエスから力が出て病気を癒やしていたので、群集は皆、イエスに触れようとする。 <ルカ 6:17>

- 悪霊に取りつかれたゲラサの人を癒やし、悪霊たちを豚の中に送りこむ。 <マタイ 8:28、マルコ 5:1、ルカ 8:26>

- 十二年間出血が止まらず苦しんでいた女が、後ろからイエスに近づきイエスの服の房に触れた途端、出血が癒える。イエスは振り返り、「あなたの信仰があなたを救った」と女をいたわる。 <マタイ 9:18、マルコ 5:25、ルカ 8:40>

- 「ダビデの子よ、私たちを憐れんでください」と言いながらついてきた二人の盲人の目を見えるようにする。 <マタイ 9:27>

- 悪霊に取り付かれて口の利けない人を癒やすとしゃべり始める。 <マタイ 9:32>

- ゲネサレトで舟を降りたイエスは、人々が床に乗せて運んでくる病人を癒やす。イエスの服のすそに触れた者は皆癒された。 <マタイ 14:34、マルコ 6:53>

- シリア・フェニキアのギリシャ人の女の「主よ、しかし、食卓の下の子犬も、子供のパンくずはいただきます」という信仰を認め、悪霊につかれた娘を癒やす。 <マタイ 15:21、マルコ 7:25>

- 十八年間、病の霊のために腰が曲がったままの婦人を癒やす。 <ルカ 13:10>

- 安息日にファリサイ派のある議員の家に入り、水腫の人を癒やす。 <ルカ 14:1>

- ガリラヤで耳が聞こえず舌の回らない人をイエスは群集の中から連れ出し、指をその両耳に差し入れ、それから唾をつけてその舌に触れ、そしてその人に向かって「エッファタ（開け）」と言うと、その人の耳が開き、舌のもつれが解けてしゃべれるようになる。 <マルコ 7:32>[注釈 1]

- イエスはベトサイダで盲人の手をとって、村の外に連れ出し、彼の目に唾をつけ、両手を彼の上において癒やすと彼はおぼろげに見えるようになる。そこで、イエスが両手をその目に当てると今度ははっきりと見えるようになる。 <マルコ 8:22>

- 汚れた霊につかれた子供を癒やす。 <マルコ 9:17>

- イエスがエルサレムにのぼる途中、ある村に入ると、重い皮膚病（ハンセン病）を患っている十人の人が出迎え、遠くの方に立ち止まったまま、「イエスさま、先生、どうか、わたしたちを憐れんでください」と声を張り上げる。イエスは彼らを見て、その体を清くする。 <ルカ 17:11>

- エリコの近くの盲人バルティマイは、ナザレのイエスが道を通ると聞いて、「ダビデの子イエスよ、わたしを憐れんでください」と叫び続けた。イエスは彼を呼び、彼の目を見えるようにする。 <マタイ 20:29、マルコ 10:46、ルカ 18:35>>

- イエスは、エルサレムで生まれつきの盲人の目に唾と土をこねて塗り、シロアムの池（Pool of Siloam）で洗うようにと告げる。彼がシロアムの池に行って目を洗うと見えるようになる。 <ヨハネ 9:1>[注釈 2]

### 人の罪を赦す
- カファルナウムで屋根をはがして中風の人を吊り降ろす人たちを見て、中風の人に「子よ、あなたの罪は今赦された」と告げる。[3] <マタイ 9:1、マルコ 2:3、ルカ 5:17>

- ファリサイ派のシモンの家でイエスの足に香油を塗る罪深い女に「あなたの罪は赦された」と告げる。 <ルカ 7:36>

- エルサレム神殿の境内で姦通の女を石打ちの刑から救い、「私もあなたを罪に定めない」と告げ帰らせる。 <ヨハネ 8:1>

### 死者を生き返らせる
- 会堂長ヤイロの娘を生き返らせる。 <マタイ 9:18、マルコ 5:21、ルカ 8:40>

- イエスはナイン（英語版）という町の門に近づくと、ある未亡人の一人息子が死んで棺が担ぎ出されるのを見る。イエスはこの母親を見て憐れに思い、「もう泣かなくてもよい」と告げ、棺に手を触れ、「若者よ、あなたに言う。起きなさい」と言うと死人が起き上がってものを言い始める。 <ルカ 7:11>

- ベタニヤでイエスは涙を流しラザロを生き返らせる。 <ヨハネ 11:1>

### 怪我を癒やす
- 弟子のひとりが祭司長のしもべの右の耳を剣で切り落とした。イエスは彼の耳に触れ、彼を癒やす。 <ルカ 22:50>

### イエスの死と復活
- イエスが息を引き取ったとき、神殿の幕が上から下まで真っ二つに裂けた。大地は揺れ動き、岩が裂けた。 <マタイ 27:51、マルコ 15:38、ルカ 23:45>

- 墓が開いて、眠っていた多くの聖徒たちの死体が生き返った。 <マタイ 27:52>

- 復活したイエスがマグダラのマリアの前に現れる。 <マタイ 28:9、マルコ 16:9、ヨハネ 20:11>

- 二人の弟子に現れる。 <マルコ 16:12、ルカ 24:13>

- 食事中の十一人の弟子たちのもとに現れる。 <マタイ 28:16、マルコ 16:14、ルカ 24:36、ヨハネ 20:19>

- 八日の後、再び弟子たちのもとにイエスが現れ、信じなかったトマスに自分の手とわき腹を見せる。 <ヨハネ 20:24>

- 漁をしている七人の弟子たちのもとにイエスが現れ、舟の右側に網を打ちなさいと指示をすると153匹の大きな魚が網に入る。 <ヨハネ 21:1>

- イエスは弟子たちと過ごした後、彼らが見守る中、天に上げられる。 <マルコ 16:19、ルカ 24:50、使徒行伝 1:9>